# Nunatak

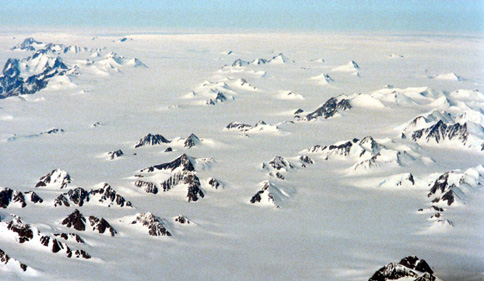
Nunataks na costa leste da Groelândia

Nunatak (do inuíte nunataq) é uma parte, frequentemente rochosa, de um tergo, montanha ou pico que não está coberta de gelo ou neve, embora esteja em uma geleira ou campo de gelo. O termo é usado tipicamente para picos expostos em áreas cobertas por gelo eterno.
Os nunataks são referências facilmente identificáveis nas geleiras, e frequentemente recebem nomes. Também é comum que neles acampem expedições científicas temporariamente, ou se construam bases permanentes; por exemplo, a base antártica argentina Belgrano II fica sobre o Nunatak Bertrab.
As formas de vida nos nunataks são frequentemente isoladas pelo gelo, que cria habitats únicos: as condições são, por vezes, semelhantes a ecossistemas insulares. Os nunataks são geralmente angulares e irregulares, devido à erosão glacial, o que contrasta com os contornos mais suaves do solo erodido abaixo, visíveis quando a geleira diminui.
A palavra nunatak, de origem inuíte, e é usada em idiomas da Europa Ocidental desde cerca de 1870.
Uma banda, composta por cientistas que tocaram na Antártida durante o Live Earth de 2007, é chamada Nunatak.